# 内蔵音源
内蔵音源（ないぞうおんげん）とは、パーソナルコンピュータやゲーム機、携帯電話などに標準で搭載されるシンセサイザー機能の総称である。内部音源とも呼ばれる。内蔵音源は主に楽曲シーケンスの演奏（各音符の発音）や効果音の発音に使用される。
「内蔵音源」の語に対して、別途に用意されたシンセサイザーをMIDIケーブルやUSBケーブルなどで接続して使用するものは「外部音源」と呼ばれる。また、ゲームなどにおいてCD-DAほか音声データにより録音済みの楽曲が再生されることがあるが、この方式は楽曲の各音符がその機器によって発音・演奏されている訳ではないため内蔵音源もしくは外部音源と呼ばれることはなく、細切れの音声データを逐次読み込みながら間断なく再生を行うことから「ストリーム再生」と呼ばれる。

## 歴史概略
初期のパソコンには内蔵音源が存在しないか、もしくはビープ音のみが搭載されていた。これは元々楽曲の演奏用に用意されたものではないが、音程を変えることのできる機種では、単音ながら演奏に用いられることもあった。
初期から1980年代は内蔵音源の性能は比較的低かったが、主にゲームメーカーのコンポーザの工夫により、仕様を逆手に取った音楽表現が行われた。また内蔵音源の性能も向上していったが、次第に、CD-ROMのCD-DAトラックやMP3等のコーデックを音源とし、PCMでの再生への移行(これに伴い、例えば現在のWindows用パーソナルコンピュータでは、PCMのみの搭載が一般的である)、さらにハードウェア自体の性能向上に伴い、内蔵音源の利用の場は据え置き機器より小容量・低性能な携帯機器へと移行しつつある。
また、内蔵音源の音色そのものや様式、ノスタルジーに魅力を感じた人々によってチップチューンという音楽ジャンルが開拓されている。

## パソコンに搭載された内蔵音源
ビープ音
初期のコンピュータでは、エラーの出力などのため、単音のブザーとしてのBEEP音発生装置が組み込まれていた。これは音楽を奏でる目的であることは少なかったが、実装はさまざまであり、I/Oポートの状態がそのまま波形のHigh/Lowを示すもの、一定の周波数の出力のON/OFFしかできないもの、周波数を指定し、トリガを与えることで、一定の音程を出力し続けるものなどがあった。
エス・ピー・エス、キャリーラボ等の手により、出力を時分割し、高速に音程を切り替えることにより、和音の発声を実現したルーチンの雑誌への寄稿や、市販ソフトへの組み込みなども見られ、発展として、和音だけではなく、エンベロープ、ノイズ等も実装されており、音程と、音量制御の精度が低いPSG程度の表現を可能にしていた。
直接音程を得る方法のほかに、出力をそのまま1ビットPCMとして利用する方法、PWMによる音声再生を行うプログラムもいくつか見られた。
また、そのCPUリソースに対する負担の問題から、PC-9800シリーズでのBGM演奏は、ファルコムのゲーム作品ではビブラートつきの単音の出力として利用し、Bio_100%では上記のものより精度の低い分散和音としての擬似的な表現が使われた。
Programmable Sound Generator (PSG)
PSGは単純な矩形波を3チャンネル演奏出来るサウンドチップで、PC-6000シリーズやMSXといった初期の主にホビー目的のパソコンやゲーム機などで広く用いられた。最も多く使われたAY-3-8910では出力ポートのうち、ひとつをノイズと排他利用が可能で、ドラムや効果音（例えば爆発音など）に用いられたが、MIXモードでは回路としては合成ではなく、高速切り替えであったため、3チャンネル目は音が濁ることとなった。PSGに類似したDigital Complex Sound Generator (DCSG) ではエンベロープ生成回路を持たないものの、ノイズポートが独立しており、別途制御することが可能である。パソピア7や、MZ-1500等、同一チップを二つ搭載することによって発声数を増やした機種も存在する。
YM2203(OPN)
ヤマハのFM音源は、少ないメモリ使用量で多彩な音色を表現できるため、1980年代から1990年代にかけてのパソコンなどで広く用いられた。FM音源3音、PSG3音をモノラルで出力可能である。多くのシェアを占めたPC-8801 mk2 SRの音源として用いられ、PC-8800シリーズでは中期以降、発売されるゲームがほとんどSR以降対応であった為、標準的な内蔵音源として認識されている。PC-9801では1985年、PC-9801-26として拡張ボードが発売。基本的にはオプション扱いで、本体の仕様として搭載している機種は一部のみであり、サードパーティーからも互換および上位互換ボードが数多く発売された。ホビー用途でも、PC-8800シリーズの立場を引き継ぐにつけ、事実上の標準内蔵音源となっていき、PC-9801DXシリーズ以降では標準で機能を内蔵。純正ボードの名前の末尾から「26音源」「26K音源」と呼ばれた。サウンドBIOSがボード上に存在しているがその機能や精度の低さ、メモリ上の位置などの問題から、利用するアプリケーションはさほど多くなかったものの、搭載していないサードパーティー製のボードでは鳴らないという状況も見られる他、OPNの出力はSSGとFM音源部分が外部でMIXされるため、その音量バランスは製品によってばらつきがあった。長く使われた音源であるため、曲データ作成者の技術的も成熟した。
YM2608 (OPNA)
FM音源6音並びにADPCM、チップ内にROMとして波形を持っている六種のリズム音をステレオで、PSG3音をモノラルで再生可能なOPNの後継チップである。主な搭載機種はPC-8801用「サウンドボード2」及び、PC-9800シリーズ用「PC-9801-86」ボード(通称、86ボード)である。PC-8800シリーズでは、PC-8801FA/MA/MA2/MCとPC-88VA2/3に標準搭載されたこともあり普及を見せたもののOPNほどではなかった。PC-98シリーズでは1991年、「スピークボード」として最初にサードパーティーから発売され、一定の普及を見たが、純正オプションとして発売されたのはPC-98GSに内蔵された音源を拡張ボード化した1991年、「PC-9801-73」ボードが最初になる。ただし、このボードはPCMの入出力と、そのエフェクト処理を行うDSPや、ADPCM用メモリなど、高価になる要因があり、その9万円という価格を背景にあまり普及せず、広い普及は1993年にその廉価版である「PC-9801-86」ボード(25000円)が発売されて以降のことであった。73ボードについては、初期化方法の違いから、PCM部分は86ボードとは非互換ではあるが、86ボード互換のFM音源ボードとして扱われることが大半である。86ボードでは、PCMの回路を別途搭載していることもあり、OPNA自身がサポートするADPCM用の256KBのメモリは未搭載である。後にユーザベースで、チップの足に直接半田付けする形でこのバッファを増設するボードが頒布された。PCM部分は単音出力であるが、ソフトウェア的に合成してから出力することで多重再生するようになったドライバも開発された。
YM2151(OPM)
当時のアーケードゲームで最も一般的だった音源。出力先を左、右、中央に設定でき、OPNには無かったDT2のパラメータにより非整数倍音の音色も生成できるようになった。PCへはX1の拡張ボード（後に標準搭載される様になる。初期より標準搭載されていたPSG3音を併用することで、11音の同時出力が行えた。）やX68000に搭載された。また、X68000では様々な作曲環境や演奏ドライバーがフリーウェアとして発表され、ゲームミュージックのコピーを中心に、パソコン通信などで大きな盛り上がりを見せた。
MSM6258
X68000ではFM音源に加え、ADPCMが搭載された。
元は留守番電話などの録音再生用のチップであり、しゃべるなどの表現を想定したものであったが、電波新聞社のボスコニアンを皮切りに、FM音源が苦手とする音を再生するための補助パートとして同期演奏が行われるようになった。ハードウェアとしては、左右並びに中央に出力先が指定できるが、出力は単音である。後にテーブルを併用したPCMへの展開、合成ルーチンを作成することによって、APIを拡張し、複数のチャンネルを音量制御を伴って合成して出力できるPCM8等が多く使われるようになっているが、これについても仕様の異なる複数の実装が存在している。
YM2612
1989年になるとFM TOWNSが発売された。YM2612は純粋にFM音源がステレオ6音のみのチップである。音自体はOPN系と変わりはない。TOWNSはこれとは別に、8ビットのPCMを8チャンネルも内蔵していたが、TOWNS自体がメモリ搭載量最低1MB、標準で2MB以上、かつOSにDOSエクステンダを標準で搭載し、簡単にリニアに全アドレス空間にアクセス可能であるという、発売当時としては非常に先進的なマシンであったにもかかわらず、楽曲演奏時にはその波形メモリは64KBしか使用できず、高度な演奏を目指すには制限が有った。ただしPCM波形をループさせたり、ハードウェアレベルでエンベロープを付加する機能などで、ある程度フォローはされている。TOWNSはCD-ROMを標準で搭載しており、ゲームのBGMにはCD-DAが用いられることが多く、やや内蔵音源の存在感は薄い機種であると言える。
MSX FM-PAC(YM2413(OPLL))
それまで前述のPSGのみを内蔵音源としていたMSXでは1988年にバックアップメモリを含む形でFM音源拡張カートリッジがFMPACの商品名で発売された。FM音源部のMSX規格内での名称はMSX-MUSIC。発音数はFM音源9音、もしくはFM音源6音+リズム音源5音だったが、2オペレータのFM音源である上に任意にパラメータを指定できる音色の種類が1種類に限られ、出力もモノラルである点は同世代の他機種と比較して劣っているが、反面、販売価格は7800円と他の機種のオプション音源ボードよりも安価に設定された。その価格設定や機能により対応ゲームが続々と発売された為、MSX2+では正式なオプション仕様として規格に取り込まれ、実際にはオプション仕様であるにもかかわらず、発売された本体で搭載されていないものは一部に限られ、MSX2+以降の事実上標準内蔵音源となった。MSX2の規格ではMSX-AUDIOという形で1986年にMSX-AUDIO(OPL)という規格が正式にオプションとして定義されており、商品となるFS-CA1が翌年に発売されている。そのハードウェア仕様により高価だったこと、並びに発売された製品形状が特殊で利用可能な機種を選んだことなどにより普及せず、本体仕様として包含した機種が発売されることもなかった。そのサブセットの廉価版としてMSX-MUSICは規定された。
Windows
21世紀初頭現在最も普及しているWindows環境では、16ビット/48kHzのPCMが1チャンネル有るのみである。だが、CPUの演算能力などが桁違いに向上しているため、複数の音声を合成して同時に再生することが可能になっている。特に機材やドライバを追加せずとも、スタンダードMIDIファイル(.mid)を再生すれば、 Microsoft GS Wavetable SW Synthが数十音を合成して演奏してくれるし、その上、同時にMP3のサウンドを演奏したり、ゲームの効果音を鳴らすことも可能である。潤沢なメモリと高速なCPU及び周辺環境により、内蔵音源について語られることは少なくなった。ただ、いまだにFM音源を求めるマニアも一部おり、エミュレータなども存在している。
Macintosh
Macintoshにおいては、原則的にすべての音声信号はCPUによって合成されるため、シンセサイザ機能を持ったハードウェア内蔵音源は搭載されていない。最初のMacintoshであるMacintosh 128K以来、ラックマウント型サーバのXserveシリーズを除くすべての機種にPCM音声出力機能が内蔵されている。過去にQuadra 840AVなどDSPを搭載する機種も一部存在していたが、後のPowerPC採用に伴い廃止された。ソフトウェア側においては、MIDI対応音源として「QuickTimeミュージックシンセサイザ」 (Classic Mac OS / macOS) およびAudio Unitの「DLSMusicDevice」 (macOS) が標準搭載されている。いずれもローランド社製のGS音色セットが採用されているが、QuickTimeミュージックシンセサイザではQuickTime Music Architecture（QTMA）によって、DLSMusicDeviceではDLSまたはSoundFontによって音色の変更が可能である。また、テキスト読み上げ用音声合成機能として「MacinTalk」 (Classic Mac OS / macOS) が標準搭載されている。ゲームやトラッカーなどでは独自の音源エンジンが使用されることもある。

## 家庭用ゲーム機に搭載された内蔵音源
ファミリーコンピュータ
矩形波2チャンネル、三角波1チャンネル、ノイズ、DPCM搭載と、従前のゲーム機のPSGから比べると性能が向上していた。矩形波はPSGと違いデューティ比を複数を4種類から任意に設定できる。三角波は本来の仕様として音量の調整機能を持っていないため、ベースに用いられることが多かった。また、ファミリーコンピュータ ディスクシステムを用いる事で、波形メモリ音源が1チャンネル増設される。
ファミコンはロムカートリッジ用スロットに音声入力の端子が有り、カートリッジの方に音源チップを積むことで、（その分価格は高くなるものの）音源に関してはかなり自由な拡張が可能であり、コナミのVRCシリーズなどで活用された。海外で販売されたNESには、カートリッジスロットに音声入力端子が無く、拡張音源は搭載されていない。
PCエンジン
波形メモリ音源を最大6音、ステレオ再生が可能だった。生楽器の再生には向かないものの、独特の味のあるサウンドを奏でた。
メガドライブ
TOWNSと同様のYM2612を搭載し、FM音源6音を再生可能なのに加え、カスタムチップに内蔵されたPSGを3音とノイズを1音再生可能だった。FM音源の内、1チャンネルはPCMとして使用可能であり、ドラムスや音声などを再生させることが多かった。『サンダーフォース』シリーズや『ザ・スーパー忍』などの楽曲がこの音源を用いて作られた。
スーパーファミコン
ソニーのSPC700を使用、8ビットPCM音源がステレオで8チャンネルと格段の性能向上がなされた。ただし波形メモリは64KBだった。
PlayStation
CDと同等の音質の16ビット/44kHz/ステレオのADPCMを24音搭載したSPUを使用。波形メモリに512KBの制限があるものの、以降のゲーム機では内蔵音源の性能を論じる行為はほぼ無意味となった。PlayStation以降、CD-ROMによるゲームの供給が多くなり、CD-DAによるBGM演奏へと移行したという背景もある。ただし、プレイ中にダイナミックローディングを行うゲーム（ファイナルファンタジーVIIなど）では、CD-DAとゲーム用データの同時読み込みが不可能なため内蔵音源が活用されている。PlayStation 2では48音同時発音、波形メモリ2MBにまで拡張されている。なお、PSおよびPS2の内蔵音源はMIDI（GM）準拠である。

## 携帯電話
21世紀初頭現在、携帯電話端末にはヤマハのFM音源、MA-5やMA-7が搭載されているものが多い。メインはFM音源だが、簡易的ながらもPCMなどが装備されており、同時発音数も64〜128音にまで達し、更にFM音源部では正弦波以外の波も発振でき、着メロなどに広く活用されている。通信料がパケット単位で決まる携帯電話用としては、音色データのサイズが少なくて済み、波形ROM/RAMも不要なFM音源は適している。